# Il vero e il falso (film)
Il vero e il falso è un film italiano del 1972 diretto da Eriprando Visconti.

## Trama
Latina, 1964: la maestra elementare Luisa Santini avrebbe ucciso l'amante di suo marito Claudio, Norma Zeitzler. L'imputata afferma la sua innocenza, ma le prove parlano contro di lei. Il pm Turrisi vede la possibilità di ottenere una promozione a Roma attraverso questo caso e si sta assicurando che il processo venga portato avanti in grande fretta. Solo il giovane e inesperto avvocato difensore Marco Manin dubita della colpevolezza della Santini. Turrisi alla fine ottiene il verdetto di colpevolezza e viene così promosso. Luisa Santini viene condannata a dieci anni di reclusione per omicidio colposo in atto. Deluso, Marco Manin passa dal diritto penale a quello civile.
Luisa Santini ha tre anni di sconto per buona condotta, e viene quindi rilasciata dopo sette anni. Manin, che a quanto pare ha anche un interesse romantico per la Santini, la va a prendere dal carcere e l'aiuta a fare i primi passi verso la libertà. Le comunica anche l'indirizzo del marito, che ora vive con una nuova amante a Roma. Quando la Santini va a cercarlo, scopre che la presunta nuova amante è Norma Zeitzler, per il cui omicidio è stata condannata. In una rabbia cieca, uccide la donna e successivamente insiste che non possa più essere perseguita perché ha già scontato la pena. Tuttavia la sua tesi verrà respinta.
L'avvocato Manin decide di difendere Luisa Santini e, anche per riaprire il vecchio procedimento, Turrisi sarà nuovamente il pubblico ministero competente. Si risale nel frattempo all'identità della prima vittima, Edith Mollendorf, una giovane amburghese che aveva denunciato Claudio Santini per sfruttamento. Manin mira a dimostrare l'estraneità ai fatti della sua assistita nel primo omicidio, così da invocarne la piena innocenza, dal momento che il secondo delitto non sarebbe stato compiuto senza l'errore giudiziario. Turrisi, invece, vuole far prevalere la tesi secondo cui Luisa fosse colpevole anche nel 1964, e si fosse semplicemente sbagliata di persona, confondendo Edith e Norma, entrambe bionde.